# 林冠慧
林冠慧（1977年8月20日—）生於台北，台灣女性導演及編劇。畢業於世新大學廣播電視電影學系電影組、國立台北藝術大學電影創作研究所導演組。故事內容多包含奇幻元素，作品素材較詼諧與溫暖感人，常以幽默、輕鬆的方式包裝沈重的議題。
2023年指導與編劇愛奇藝奇幻喜劇《不良執念清除師》播出後，在台灣與中國大陸的戲劇界受到廣大劇迷的好評與推薦，同時眾多網友們也期盼林冠慧能繼續指導該部劇的第二部續集。2024年憑藉此劇，在第59屆金鐘獎上順利奪得『戲劇節目編劇獎』。

## 導演、編劇作品與得獎紀錄
| 年份   | 作品           | 工作類型                      | 類型     | 主要演員                        | 獎項紀錄                                                     | 入圍/獲獎 |
| ------ | -------------- | ----------------------------- | -------- | ------------------------------- | ------------------------------------------------------------ | --------- |
| 2005年 | 迷霧之外       | 編劇、導演、製片、 美術、剪接 | 電影短片 |                                 | 入選2005南方影展劇情片競賽單元                               | 入圍      |
| 2008年 | 親愛的某某先生 | 編劇、導演、剪接              | 電影短片 | 影山皓汰                        | 第七屆全球華語大學生影視獎最佳劇作獎                         | 獲獎      |
| 2008年 | 親愛的某某先生 | 編劇、導演、剪接              | 電影短片 | 影山皓汰                        | 2009兩岸三地電影節優秀短片獎                                 | 獲獎      |
| 2010年 | 時代照相館     | 編劇、導演、剪接              | 電影短片 | 丁強、王淮仲                    | 2010日本廣島達馬影展首獎                                     | 獲獎      |
| 2010年 | 時代照相館     | 編劇、導演、剪接              | 電影短片 | 丁強、王淮仲                    | 2011金穗獎「劇情片優等獎」、「美術設計獎」及「部落格達人獎」 | 獲獎      |
| 2010年 | 時代照相館     | 編劇、導演、剪接              | 電影短片 | 丁強、王淮仲                    | 第45屆電視金鐘獎美術設計獎/音效獎                            | 入圍      |
| 2010年 | 時代照相館     | 編劇、導演、剪接              | 電影短片 | 丁強、王淮仲                    | 第九屆北京電影學院國際學生影視作品展獲優秀作品獎             | 獲獎      |
| 2010年 | 時代照相館     | 編劇、導演、剪接              | 電影短片 | 丁強、王淮仲                    | 2010高雄電影節愛世代短片展劇情片優等獎                       | 獲獎      |
| 2010年 | 我的媽媽       | 導演、剪接                    | 電視電影 | 林心如、黃懷晨、 高英軒、戴君竹 | 2014文化部高畫質電視電影補助                                 |           |
| 2016年 | 我們的遊戲     | 編劇、導演                    | 電影短片 | An Ogawa、Rin Honoka            | 金馬國際影展                                                 | 入選      |
| 2018年 | 切小金家的旅館 | 編劇、導演                    | 電影     | 張庭瑚、林鶴軒、洪言翔          | 2015金馬創投華文創最具視野獎                                 | 獲獎      |
| 2019年 | 我們全班卡到陰 | 編劇、導演                    | 電影     |                                 | 2015優良劇本特優獎                                           | 獲獎      |
| 2019年 | 我們全班卡到陰 | 編劇、導演                    | 電影     | 2017金馬創投ＭＭ2創意獎         | 獲獎                                                         |           |
| 2023年 | 不良執念清除師 | 編劇、導演                    | 電視劇   | 曾敬驊、宋芸樺、彭千祐          | 第59屆金鐘獎戲劇節目導演獎                                   | 提名      |
| 2023年 | 不良執念清除師 | 編劇、導演                    | 電視劇   | 曾敬驊、宋芸樺、彭千祐          | 第59屆金鐘獎戲劇節目編劇獎                                   | 獲獎      |

## 外部連結
- 林冠慧 （页面存档备份，存于） - @movies【開眼電影網】
- 林冠慧 (Lin Kuan-Hui) 的個人資料與參與過的電影、電視劇作品 - 影劇圈圈